# Szvidovica
Szvidovica (macedónul: Свидовица) település Észak-Macedóniában, a Délkeleti körzetben, a Sztrumicai járásban.

## Népesség
| Lakosok száma | 588  | 645  | 326  | 364  | 358  | 371  | 352  | 325  | 292  |
|               | 1948 | 1953 | 1961 | 1971 | 1981 | 1991 | 1994 | 2002 | 2021 |

- 2002-ben 325 lakosa volt, akik közül 309 macedón és 16 török.